# ラルフ・ローズ
ラルフ・ローズ（Ralph Waldo Rose、1885年3月17日 - 1913年10月16日）は、アメリカ合衆国の元陸上競技選手。ローズは身長1m97cm、体重113kgの大男であった。オリンピックには、投てき種目の選手として1904年セントルイスオリンピックから3大会連続出場。金メダル3つ、銀メダル2つ、銅メダル1つを獲得した選手である。

## 経歴
ローズは、1904年セントルイスオリンピックでオリンピック初出場を果たす。砲丸投で金メダル、円盤投で銀メダル、ハンマー投で銅メダルと3つの投てき種目で表彰台に立っている。また、重錘投げ（25.4 kg）にも出場したが6位に終わっている。
4年後の1908年ロンドンオリンピックで、アメリカ選手団の旗手だったローズが開会式のときロイヤルボックスの前で旗をかがめることを拒否したことから（ほかの国は旗を降ろした）、アメリカとイギリスとの間でひと悶着を起こす。ローズはこの行動についてこう述べている。「この旗は絶対に王様の前で降ろさない。」
この大会でイギリス人の審判はアメリカ選手に対し厳しい判定を下されることが多かったが、アメリカ側はこのことについて、旗事件によって偏見を持たれたようだと感じた。しかし、ローズはこの大会でも砲丸投で金メダルを獲得し、オリンピック2連覇を達成した。ローズは綱引きにも参加したが、メダル獲得には至らなかった。
1909年には砲丸投で史上初めて50フィート（15.24m）を超える51フィート（15.54m）の世界新記録を樹立する。この記録はその後16年にわたり破られなかった。
1912年ストックホルムオリンピックにも出場し、この大会だけ行われた砲丸投（両手投げ：予選で左右3投ずつ、上位3人が決勝進出し、左右3投ずつ投てきする）でトータル27.70mの記録で金メダルを獲得。通常の砲丸投では、3大会連続表彰台となる銀メダルを獲得。そのほか、ハンマー投で9位、円盤投では11位だった。翌1913年10月16日、ローズはチフスのため28歳で死去した。